# Мякотин, Иван Михайлович
Иван Михайлович Мякотин (1917—1945) — лейтенант Рабоче-крестьянской Красной Армии, участник Великой Отечественной войны, Герой Советского Союза (1945).

## Биография
Иван Мякотин родился в 1917 году в селе Семёновка (ныне — Мелитопольский район Запорожской области Украины) в семье крестьянина Михаила Карповича Мякотина. Окончил школу и строительный техникум. В октябре 1939 года Мякотин был призван на службу в Рабоче-крестьянскую Красную Армию. Службу проходил на Дальнем Востоке в частях 17-й армии (красноармеец, затем заместитель политрука 340-го военно-почтового транспорта). С декабря 1942 года — в действующей армии в должности комсорга батальона 1045-го стрелкового полка 284-й стрелковой дивизии. В ходе операции «Уран» был ранен, до августа 1943 года находился на излечении в госпитале. После выздоровления направлен на курсы политсостава, которые окончил в феврале 1944 года. 
С марта 1944 года младший лейтенант Мякотин вновь на фронте в должности комсорга 3-го стрелкового батальона 979-го стрелкового полка 253-й стрелковой дивизии. В июне 1944 года назначен парторгом 1-го батальона. Отличился во время освобождения Польши. 28 февраля 1945 года лейтенант Мякотин заменил собой погибшего командира роты и успешно руководил ей во время штурма важной высоты. Закрепившись на высоте, рота Мякотина успешно отразила шестнадцать немецких контратак, продержавшись до подхода основных сил. В тех боях Мякотин погиб. Похоронен в городе Губин Любушского воеводства Польши.
Указом Президиума Верховного Совета СССР от 27 июня 1945 года за «образцовое выполнение боевых заданий командования на фронте борьбы с немецкими захватчиками и проявленные при этом отвагу и геройство» лейтенант Иван Мякотин посмертно был удостоен высокого звания Героя Советского Союза. Также был награждён орденами Ленина, Красного Знамени, Отечественной войны 2-й степени.